# اللكمة (المخادر)

تعديل مصدري - تعديل

اللكمة محلة تابعة لقرية الخربات، التابعة لعزلة السحول بمديرية المخادر إحدى مديريات محافظة إب في الجمهورية اليمنية، بلغ تعداد سكانها 69 حسب تعداد اليمن لعام 2004.